# Emiko Okuyama
Pour les articles homonymes, voir Okuyama.
Emiko Okuyama (奥山 恵美子, Okuyama Emiko) est une femme politique japonaise née le 23 juin 1951 à Akita. Elle exerce la fonction de maire de Sendai pour deux mandats entre 2009 et 2017.